# Hylomyscus denniae
Hylomyscus denniae és una espècie de mamífer rosegador de la família dels múrids. Viu a altituds d'entre 1.000 i 4.400 msnm a Angola, Burundi, Kenya, la República Democràtica del Congo, Ruanda, Tanzània, Uganda i Zàmbia. El seu hàbitat natural són els boscos afromontans. És una espècie en risc mínim, és a dir, no sembla que hi hagi cap amenaça significativa per a la seva supervivència.